# Mülhofen
Mülhofen ist seit 1928 ein Stadtteil der verbandsfreien Stadt Bendorf im Landkreis Mayen-Koblenz in Rheinland-Pfalz.

## Geschichte und Wirtschaft
Der Ort ist im Laufe der Jahre auf der heutigen Gemarkung Sayn aus einer Ansammlung von Mühlen am Saynbach entstanden.
Das Koblenz-Neuwieder Becken war schon sehr früh besiedelt, wie Ausgrabungen unter anderem auch in Mülhofen, beweisen. Durch die Lage an Rhein und Saynbach ergaben sich günstige Voraussetzungen für die Landwirtschaft. Im 19. Jahrhundert wurde der Bims als leicht zu verarbeitender Baustoff entdeckt und großflächig abgebaut. Da es zu dieser Zeit noch keinen Schutz der Bodendenkmale gab, wurden viele Gräber vernichtet und sogar Raubgrabungen vorgenommen und die Grabbeigaben entwendet. Erst nach Erlass des Gesetzes zum Schutz der Bodendenkmäler nach dem Ersten Weltkrieg, wurden die Funde aus der Kelten- und Römerzeit den Museen zugeführt.
Neben dem Bimsabbau und Verarbeitung gab es in Mülhofen noch zwei Hüttenwerke. 1836 wurde der erste Hochofen der Concordiahütte in Betrieb genommen, 20 Jahre später wurde die Mülhofener Hütte gegründet. Da es in Mülhofen nur wenige Häuser gab, ließ der Hüttenbetreiber Krupp die acht Krupp’schen Häuser erbauen. Nach 1856 wuchs Mülhofen zu einem bedeutenden Hüttenstandort am Mittelrhein, die Mülhofener Hütte beschäftigte im Jahre 1905 insgesamt 436 Arbeiter und produzierte 64.270 t Roheisen. In den Jahren nach 1870 entstand eine Arbeitersiedlung nördlich der Concordiahütte, die wegen der Anzahl Ihrer Häuser Die Zwölf Apostel genannt wird. Veranlasst durch die Besitzerfamilie Lossen wurden hier frühe Sozialwohnungen errichtet, in denen bis Mitte des 20. Jahrhunderts kinderreiche Familien der Hüttenarbeiter wohnten. Nicht zuletzt hierdurch ist erklärbar, dass die Concordia im Volksmund immer den Namen Lossens-Hütte trug.
Die Einwohnerschaft des Wohnplatzes Mülhofen wuchs mit dem Grad der Industrialisierung. Die nötige Infrastruktur für ein Gemeinwesen musste neu geschaffen werden. Mülhofen, an der Grenze zu Engers gelegen, gehörte verwaltungsmäßig zur Gemeinde Sayn. Die Kinder von Mülhofen gingen nach Engers zur Schule, außer einige wenige „Concordiahüttenkinder“, die die Sayner Schule besuchten. Kirchlich – die meisten Einwohner Mülhofens waren katholisch – orientierte man sich zeitweise nach Engers, war aber in allen kirchlichen Angelegenheiten der Pfarrei Sayn zugehörig. Da die Schülerzahl von Mülhofen so stark angestiegen war, verfügte im Jahre 1873 die Gemeinde Engers die Ausweisung der Mülhofener Kinder aus der Engerser Schule. So blieben die Kinder 1874 ohne schulische Unterweisung. Erst 1875 erhielt Mülhofen für seine auf fast 1000 Einwohner angewachsene Gemeinde eine eigene Schule. Zu deren Bau, der 27.000 Taler kostete, hatten wesentlich die beiden Hütten mit namhaften Spenden beigetragen. Im Jahr 1895 wurde dann der erste Turnverein in Mülhofen (TV Mülhofen) gegründet.
Das 1927 in Mülhofen, damals noch unter der Bezeichnung Schwemmsteinfabrik Frankfurt a. M. GmbH, gegründete Baustoffunternehmen Kann GmbH Baustoffwerke hat direkt am Rhein, an der Stelle der ehemaligen Mülhofener Hütte, in Mülhofen seine Hauptverwaltung. Es produziert dort unter anderem Baustoffe aus Bims- und Betonstein.
Da die Belegschaft 1928 in der Mülhofener Hütte drastisch gekürzt wurde, herrschte eine große Arbeitslosigkeit und so schloss sich die Großgemeinde Sayn-Mülhofen am 1. Oktober 1928, die den Weg der industriellen Monokultur gegangen war, der Stadt Bendorf an, die andere Prioritäten hatte.
Am 6. Juni 1930 brach die Mülhofener Hütte endgültig weg, die das Schicksal der 1926 geschlossenen Sayner Hütte – aufgrund zu geringer Auftragsanzahl und einer veralteten Hütte – teilen musste. Damit war auch der größte Hüttenindustrie-Standort am Mittelrhein Geschichte. So gab es nur noch die Concordiahütte mit stark gesunkener Arbeiterschaft.
Im Jahre 1945 überließ der Turnverein Mülhofen seine Turnhalle am Schulenberg der Vikarie, die aufgrund der etwa 1500 Katholiken ausgebaut werden musste und seit 1948 bis zum Bau und zur Einweihung der neuen Kirche als Kapelle bzw. Kirche für Gottesdienste genutzt wurde.
Nachdem die Concordiahütte 1995 ebenfalls geschlossen worden war, wurde das Hüttengelände zum Industrie- und Gewerbepark „Concordia“ umstrukturiert. Ein Gebäude der Concordiahütte wurde allerdings vor dem Abriss bewahrt und dient nun als Industriedenkmal.

## Demographie
Die Entwicklung der Einwohnerzahl, die Werte von 1885 bis 1936 beruhen auf Volkszählungen:
| Jahr | Einwohner |
| ---- | --------- |
| 1817 | 84        |
| 1875 | 900       |
| 1885 | 972       |
| 1890 | 1.025     |
| 1895 | 891       |
| 1900 | 1.084     |
| 1910 | 1.239     |

| Jahr | Einwohner |
| ---- | --------- |
| 1928 | 1.557     |
| 1930 | 1.563     |
| 1932 | 1.509     |
| 1933 | 1.559     |
| 1934 | 1.558     |
| 1936 | 1.456     |
| 2007 | 2.179     |

## Vereine
In Mülhofen ist speziell das Brauchtum Karneval gut entwickelt: Es gibt einen Möhnenverein (Möhnen Mülhofen; 1938 gegründet), der einen Sitzungsnachmittag an Weiberfastnacht veranstaltet und eine Karnevalsgesellschaft, die KG „Ganz Denewer“ Mülhofen von 1950, die eine Herrensitzung, eine Kindersitzung, eine „Kappensitzung“ und den Umzug am Karnevalssonntag ausrichtet. Überdies gibt es noch einen Angelverein (AV Mülhofen), einen Turnverein (TV 1895 Mülhofen), der neben dem Turnen auch Tischtennis und Fußball anbietet, sowie eine Kirmesgesellschaft, die neben der Kirmes auch den Sankt Martinszug plant und durchführt.

## Sehenswürdigkeiten

### Concordiahütte

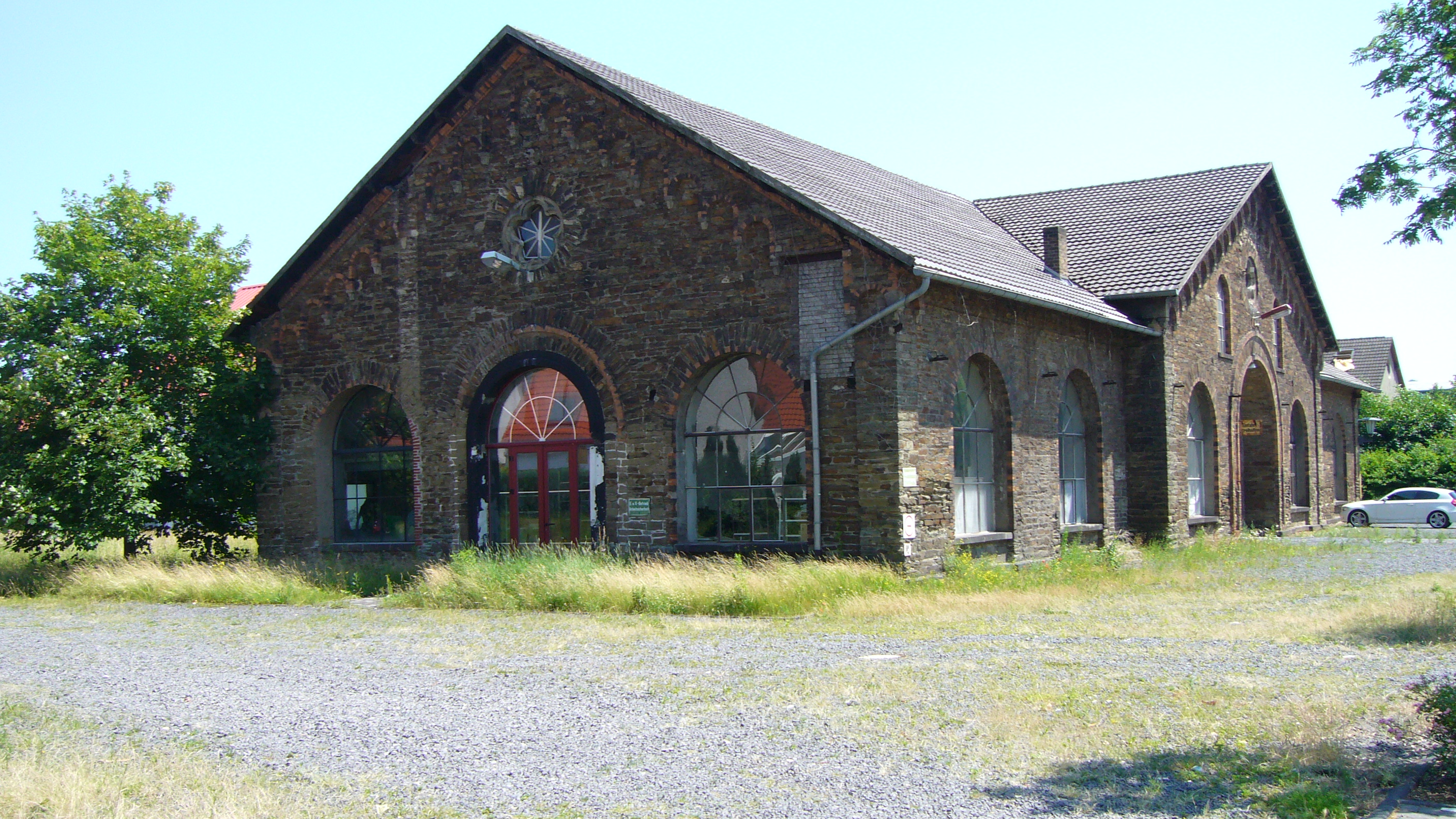
Industriedenkmal Concordiahütte, ehemaliges Hochofengebäude

Die Concordiahütte prägte über 150 Jahre den wirtschaftlichen Mittelpunkt Mülhofens. Als Industriedenkmal blieb das ehemalige Hochofengebäude vom Abriss verschont. Es handelt sich um einen Bruchsteinbau mit zwei sich kreuzenden Schiffen aus dem Jahr 1838.

### Die Zwölf Apostel

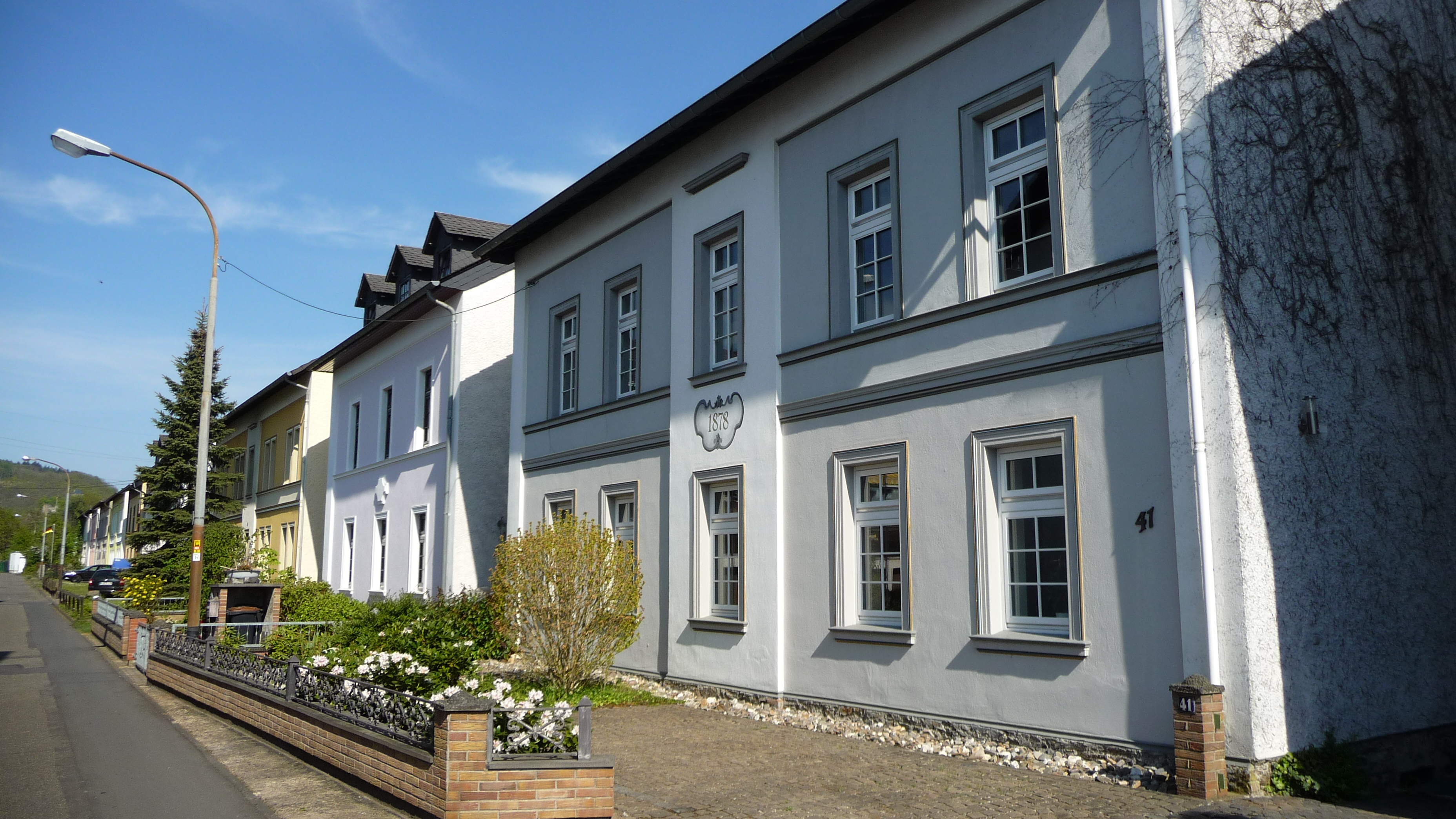
Ehemalige Arbeitersiedlung der Concordiahütte „Zwölf Apostel“

Im Zuge der Erweiterung der Concordiahütte wurde um 1878 nördlich der Industrieanlage eine Siedlung mit 12 großen Wohnhäusern errichtet. Diese, Zwölf Apostel genannten Häuser für jeweils 2 und 4 Familien, boten vielen kinderreichen Arbeiterfamilien zur damaligen Zeit ausreichenden und bezahlbaren (Miet-)Wohnraum. Kleine Stallungen, Toiletten, große Waschtröge, gespeist aus dem dahinter vorbeifließenden Lossenbach und kleine Gärten hinter den Häusern sollten das schwere und entbehrungsreiche Leben der Hüttenarbeiter und Ihrer Familien erleichtern. Damit war diese Siedlung ein frühes Beispiel für sozialen Wohnungsbau. Die massiven, aus Bruchstein erbauten Häuser wurden bereits vor der endgültigen Schließung der Hütte durch die firmeneigene Siedlungsgesellschaft (zwischenzeitlich Thyssen) veräußert. Heute, von den Eigentümern individuell saniert und renoviert, steht das gesamte Ensemble unter Denkmalschutz.